# اختلال شخصیت دوری‌گزین
اختلال شخصیت دوری‌گزین یا اجتنابی (انگلیسی: Avoidant personality disorder) نوعی اختلال شخصیت متعلق به اختلال‌های گروه سی است. افراد مبتلا به این اختلال الگویی از پرهیز اجتماعی، احساسات بی‌لیاقتی، حساسیت شدید به ارزیابی منفی و اجتناب از تعامل اجتماعی، با وجود میل شدید به نزدیکی به دیگران از خود نمایش می‌دهند. این افراد تمایل دارند که خود را پریشان، مضطرب، تنها، ناخواسته و مجزا از دیگران توصیف کنند. این رفتار به‌طور معمول در اوایل بزرگسالی آغاز می‌شود و در موقعیت‌های مختلفی بروز پیدا می‌کند.
افراد مبتلا به اختلال دوری‌گزین خود را از لحاظ اجتماعی بی‌عرضه یا فاقد جذبه شخصی می‌پندارند و از تعامل اجتماعی از ترس تمسخر، تحقیر، طرد شدن یا مورد بی‌میلی قرار گرفتن اجتناب می‌ورزند. با اینکه برخی دانشمندان مدعی هستند که دلایل دقیق این اختلال ناشناخته هستند، عده‌ای دیگر متوجه شدند که «والدین کودکان دوری‌گزین به نظر می‌رسید که با احساسات منفی خودشان مشکل داشته باشند.»
علت دقیق اختلال شخصیت اجتنابی:
این مسئله هنوز به طور دقیق مشخص نیست؛ بنابراین محققان معتقدند که هم عوامل ژنتیکی و محیطی در این اختلال نقش دارند. همچنین، اعتقاد بر این است که اختلال شخصیت اجتنابی می‌تواند از طریق وراثت بین اعضای خانواده منتقل شود که البته این فرضیه هنوز ثابت شده نیست. عوامل محیطی، بخصوص در دوران کودکی، نقش بسیار مهمی دارند؛ کمرویی که اغلب در کودکان خردسال رایج و بسیار طبیعی است، در نوجوانان و بزرگسالان مبتلا به این اختلال همچنان تداوم دارد. افراد مبتلا به این اختلال اغلب تجربیاتی از طردشدن از سوی والدین یا دوستان و همسن و سالانشان دارند؛ این مسئله به میزان زیادی می تواند بر عزت نفس و احساس ارزشمندی این افراد تأثیر بگذارد. عوامل محیطی به‌خصوص در دوران کودکی نقش مهمی در بروز این اختلال ایفا می‌کند. کودکانی که در سنین پایین خجالتی بوده‌اند اغلب در نوجوانی یا بزرگسالی به اختلال شخصیت دوری‌گزین مبتلا می‌شوند. اکثر مبتلایان در جلسات مشاوره تجربیات قبلی خود را از طرد شدن توسط والدین، خانواده و دوستان گزارش می‌کنند. این موارد تاثیر مستقیمی بر عزت‌نفس و احساس ارزشمندی فرد دارد.[۶]
درمان این اختلال:
به صورت کلی درمان اختلالات شخصیتی دشوار است، زیرا افراد مبتلا به این اختلالات دارای الگوهای تفکر و رفتاری هستند که در وجودشان ریشه دوانده و سال هاست که با آن زندگی می کنند. با این حال، افراد مبتلا به اختلال شخصیت اجتنابی گزینه های خوبی برای درمان هستند، چون اختلالشان باعث رنجش زیاد می شود و علی رغم علاقه به برقراری ارتباط، نمی توانند رابطه برقرار کنند. این تمایل به برقراری ارتباط می تواند انگیزه ای برای افراد مبتلا به این اختلال باشد تا برنامه های درمانی خود را دنبال کنند.
همانند سایر اختلالات شخصیت، روان درمانی راه اصلی درمان در بیماران با اختلال شخصیت اجتنابی است. روان درمانی نوعی مشاوره فردی است که بر تغییر تفکر (شناخت درمانی) و رفتار (رفتاردرمانی) فرد تمرکز می کند. روش درمان احتمالاً براساس غلبه بر ترس ها، تغییر فرایندهای فکری و رفتارها و کمک به فرد برای مقابله بهتر با موقعیت های اجتماعی است. در این روش ممکن است از داروهایی مانند داروهای ضدافسردگی یا ضداضطراب برای کمک به کنترل اضطراب افراد مبتلا به این اختلال استفاده شود. با این حال، برای گرفتن بهترین نتیجه درمانی، درمان دارویی باید همراه با روان درمانی صورت گیرد؛ درمان برای افراد مبتلا به این اختلال زمانی مؤثرتر است که اعضای خانواده نیز همکاری و در رویه درمان از فرد پشتیبانی کنند.[۷]
ویژگی افراد مبتلا:
مهمترین ویژگی افراد اختلال شخصیت اجتنابی عبارت است از:
عدم قاطعیت، عزت‌نفس پایین، احساس بی‌کفایتی و بازداری اجتماعی 

عدم درمان این اختلال:
اگر فرد مبتلا به اختلال اجتنابی درمان نشود، در آینده به فردی کاملاً منزوی تبدیل می شود و مشکلات طولانی مدتی در محیط کار و روابط اجتماعی او به وجود خواهد آمد. همچنین، احتمال ابتلا به افسردگی و مصرف سوء مواد در این افراد بسیار است.[۸]
پیشگیری:
اگرچه پیشگیری از این اختلال مانند سایر اختلالات شخصیتی ممکن نیست، با این حال، شروع درمان در افراد به محض شروع علایم می تواند خیلی مفید باشد.
دورنمای (آینده) افراد مبتلا به اختلال شخصیت اجتنابی:
مانند سایر اختلالات شخصیتی، درمان اختلال شخصیت اجتنابی فرایندی طولانی و زمانبر است. تمایل فرد به ادامه درمان می تواند تأثیر قابل توجهی بر موفقیت درمان و در نتیجه تغییر آینده او داشته باشد. با درمان، برخی از افراد مبتلا به اختلال شخصیت اجتنابی می توانند یاد بگیرند که به طور مناسب با دیگران ارتباط برقرار کنند.[۹]
لیست هم‌پوشانی‌ با دیگر اختلال‌ها:
• افسردگی، اختلال مصرف مواد، اختلال شخصیت وابسته و اختلال شخصیت مرزی (BPD)
تعریف دیگری از این اختلال یکی از انواع اختلالات شخصیتی است که به طور کلی، افراد مبتلا به آن دارای رفتارهای پایدار و خارج از هنجارهای فرهنگی هستند که معمولاً به دردهای عاطفی برای فرد یا اطرافیانش منجر می شود. این اختلال در بین سایر اختلالات شخصیتی با احساس عصبی بودن و ترس قابل تمایز است. افراد مبتلا به آن همواره احساس بی کفایتی دارند و از قضاوت منفی دیگران نسبت به خود احساس ترس و اضطراب شدیدی دارند. اگرچه آنها دوست دارند با دیگران تعامل داشته باشند، اما از تعامل اجتماعی با دیگران خودداری می کنند، چون از طرد شدن ازسوی دیگران بسیار می ترسند.  